# 東京音樂大學
東京音樂大學（日語：とうきょうおんがくだいがく），是位在東京都豐島區的私立大學。1963年創校，簡稱東京音大。

## 沿革
- 1907年，東洋音樂學校設立。
- 1911年，改名東洋音樂専門學校。
- 1954年，東洋音樂短期大學開設。
- 1963年，東洋音樂大學（4年制）建制。
- 1969年，改名東京音樂大學。
- 2007年，創立100周年、校舍改建工程竣工。
- 2014年，開設博士班課程。

## 關連項目
- 東京音樂大學附屬圖書館
- 東京音樂大學附屬民族音樂研究所
- 東京音樂大學附屬高等學校
- 東京音樂大學附屬幼稚園
- 東京音樂大學附屬音樂教室

## 外部連結
- 東京音樂大學（日語）
- 東京音樂大學台北連絡事務所